# Geophila tenuis
Geophila tenuis är en måreväxtart som först beskrevs av Johannes Müller Argoviensis, och fick sitt nu gällande namn av Paul Carpenter Standley. Geophila tenuis ingår i släktet Geophila och familjen måreväxter. Inga underarter finns listade i Catalogue of Life.